# Megalleucosma maritima
Megalleucosma maritima är en skalbaggsart som beskrevs av Moser 1914. Megalleucosma maritima ingår i släktet Megalleucosma och familjen Cetoniidae. Inga underarter finns listade i Catalogue of Life.